# Dongfeng EQ2050
Dongfeng EQ2050 — китайський повнопривідний легковий автомобіль підвищеної прохідності (позашляховик).

## Історія
Вперше американський M998 попав до рук китайських спеціалістів в 1988, але тоді він не справив враження. Після війни в Перській Затоці в 1991 уява щодо можливостей Хаммера змінилася. 
В середині 1990-х до КНР було завезено декілька десятків цивільних Hummer. Вже до 2003 були готові два клони: SAC SFQ2040 та Dongfeng EQ2050. Причому в конструкції машин використовувалися американські частини. 
В 2004 була замовлена перша партія з 57 EQ2050 для військових випробуваннь. В цілому ця машина більше припала військовим і її поставили на серійне виробництве (SAC SFQ2040 так і не виробляли).

## Конструкція
На DFM EQ2050 встановлено ліцензійний дизельний двигун Cummins EQB150-20 110 kW/2,700R, однак є можливість установки оригінального американського V8. Встановлено також 5-ти швидкісну коробку передач.

## Модифікації
- Dongfeng EQ2058 - броньований варіант
- вантажний варіант (з двома дверима)
- озброєний варіант (установка від 12,7-мм кулемета до ПЗРК та ПТРК)[2].

## Галерея

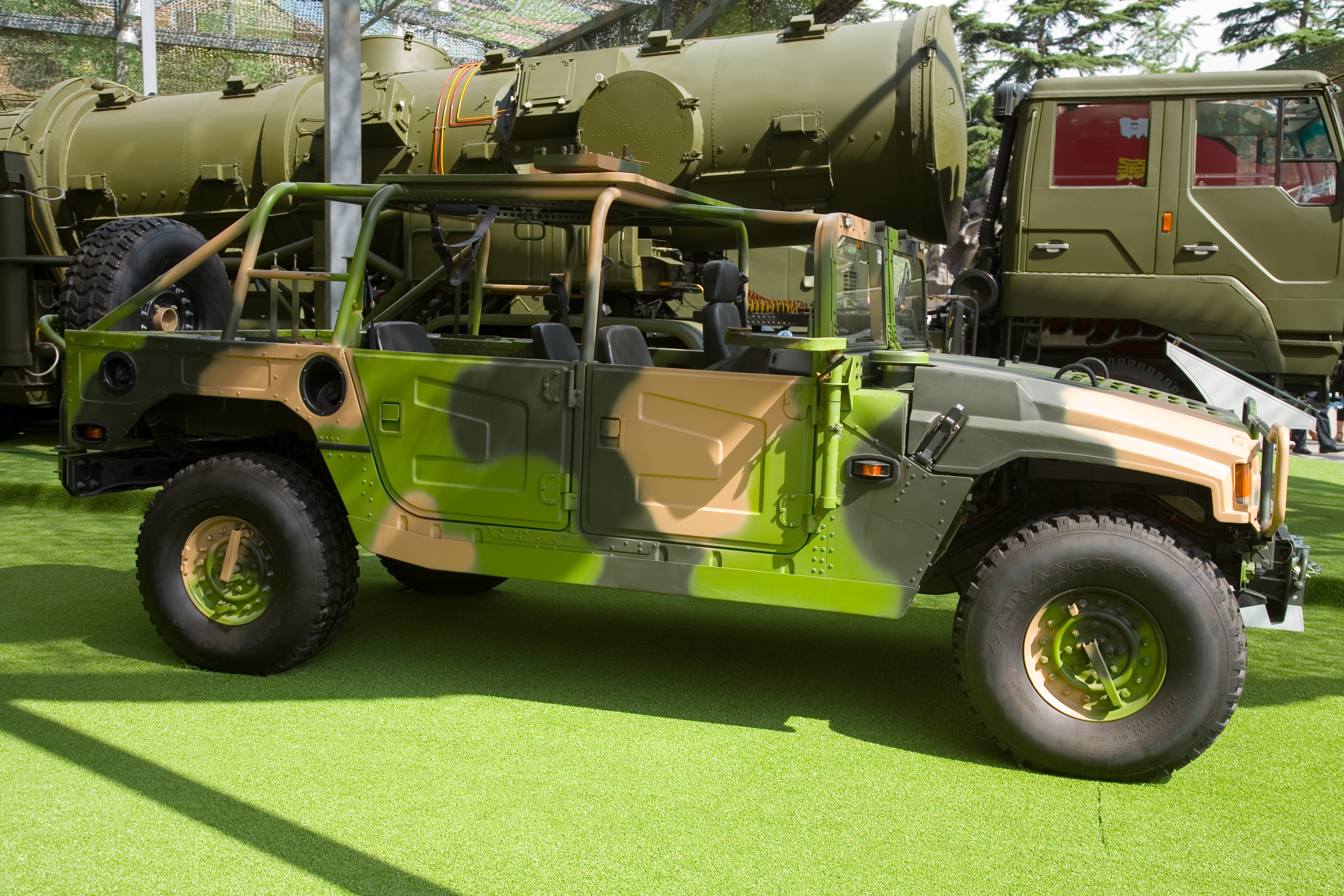
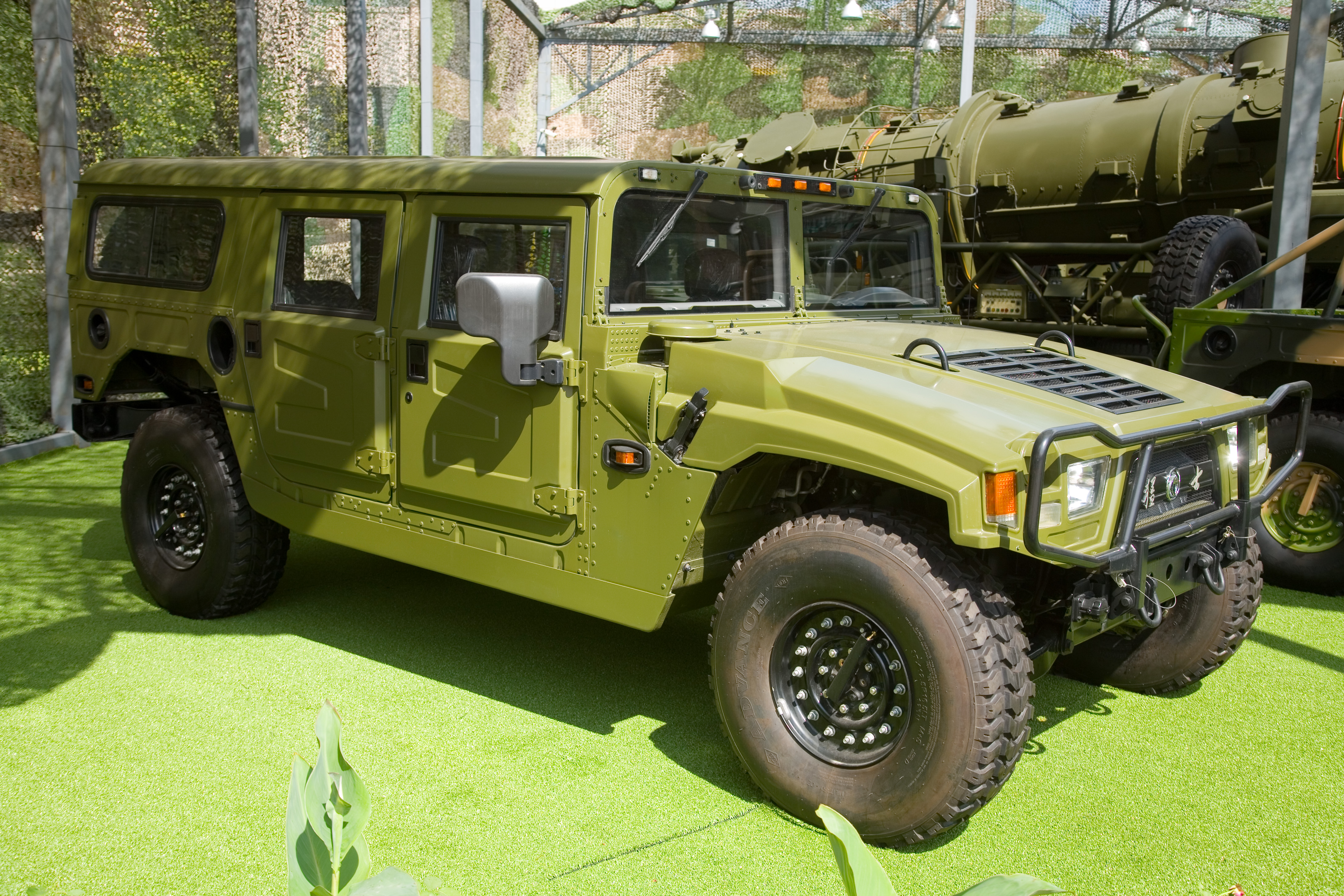
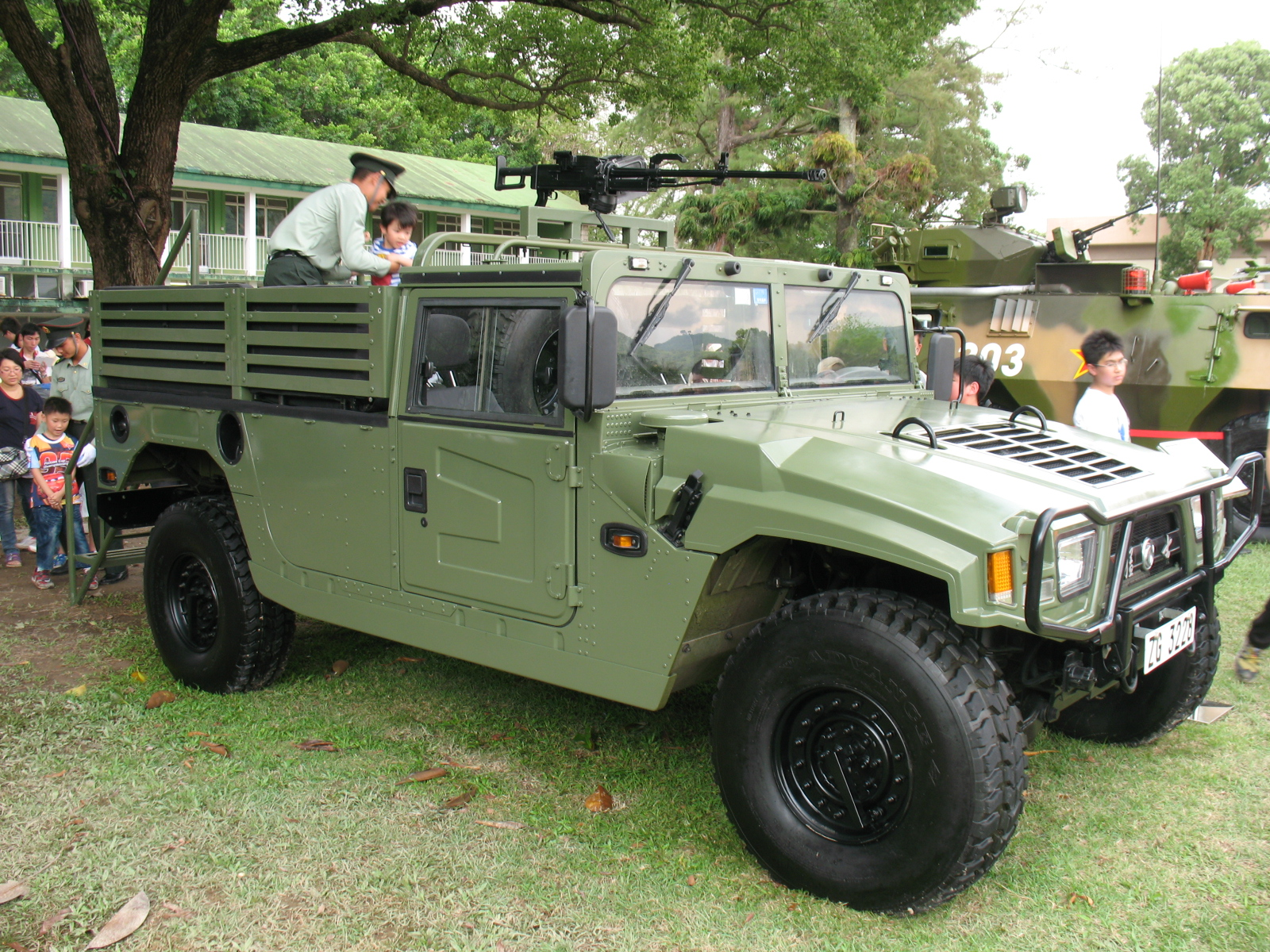

## Країни-експлуатанти
- Пакистан- 20,000+ планується для переозброєння пакистанської армії. Зборка організована місцевою фірмою Heavy Industries Taxila.
- Білорусь - 22 Dongfeng EQ2058 безкоштовно передані військам спецпризначення в 2012.
- КНР
- Зімбабве. Поставлено з 2004 100+ EQ2050